# Acianthera parva
Acianthera parva é uma espécie de orquídea epífita, família Orchidaceae, que existe em Goiás, São Paulo e Paraná, no Brasil. São plantas minúsculas, mas sempre robustas, de crescimento cespitoso, com caules levemente comprimidos lateralmente na porção superior; folhas pequenas; inflorescência também comprimida lateralmente, com flores mais ou menos espaçadas, com ovário triangular e sépalas exteriormente dotadas de  carena central longitudinal. Hoje sabe-se que está incluída entre os clados de Acianthera.

## Publicação e sinônimos
- Acianthera parva (Rolfe) F.Barros & L.R.S.Guim., Neodiversity 5: 29 (2010).

Sinônimos homotípicos:
- Pleurothallis parva  Rolfe, Bull. Misc. Inform. Kew 1895: 33 (1895).

Sinônimos heterotípicos:
- Pleurothallis sonderanoides Hoehne, Arch. Inst. Biol. Defesa Agric. 2: 30 (1929).